# Bisabolol
Bisabolol (přesněji α-(−)-bisabolol, systematický název 6-methyl-2-(4-methylcyklohex-3-en-1-yl)hept-5-en-2-ol, též levomenol), sumární vzorec C15H26O je seskviterpenický alkohol. Jedná se o bezbarvou viskózní olejovitou látku jež je hlavní složkou silice heřmánku pravého. Je téměř nerozpustná ve vodě a glycerolu, ale velmi dobře se rozpouští v ethanolu. V přírodě se také vzácně vyskytuje α-(+)-enantiomer. Syntetický bisabolol je často racemická směs obou těchto izomerů.

## Využití
Bisabolol se používá na výrobu řady parfémů.